# Parque Cuscatlán

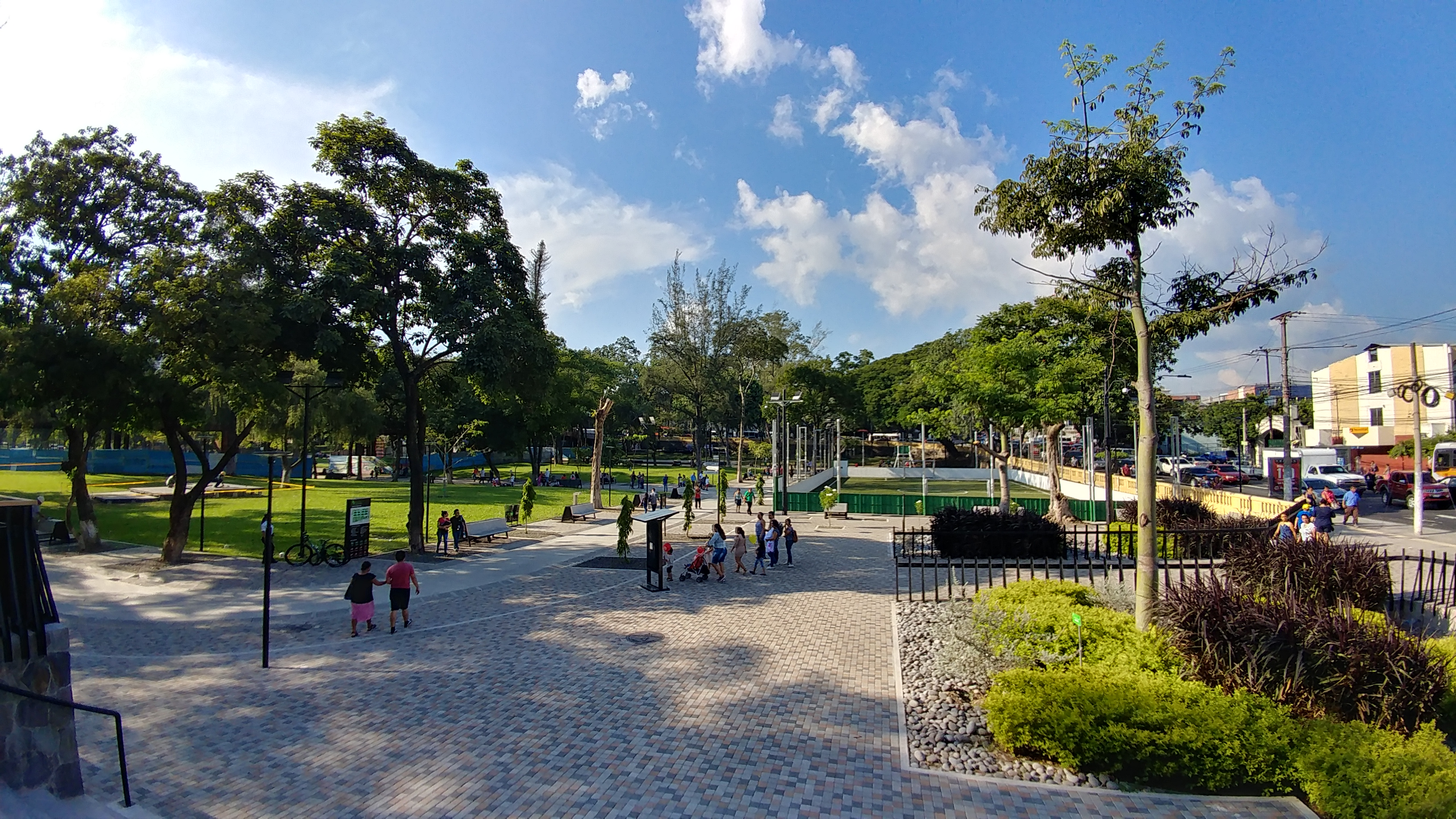
Parque Cuscatlán

Der Parque Cuscatlán ist eine öffentliche Parkanlage in der Stadt San Salvador in El Salvador.
Die Anlage wurde 1935 angelegt und 1939 vom Präsidenten von El Salvador Maximiliano Hernández Martínez eröffnet. Sie wird vor allem während der Feierlichkeiten in der Hauptstadt genutzt. In dem Park befinden sich neben dem Denkmal Monumento a la Memoria y la Verdad auch eine Konzerthalle und Kunstausstellungen wie Museo de Escultura Enrique Salaverría, Sala Nacional de Exposiciones und weitere kulturelle Einrichtungen wie das bei Kindern beliebte Museo Tin Mari. Der Park wird durch die Alcaldía de San Salvador (Stadtverwaltung) betrieben und unterhalten.